# 妃十三學園 Alternative Girls
《妃十三學園 Alternative Girls》是CyberAgent開發的手機遊戲，2016年7月20正式在Android與iOS平台上市,在2018年7月20升級成2。2017年1月18日正式在Android和iOS平台上發佈中文版。繁體中文版由台灣真好玩娛樂科技《9Splay行動遊戲》代理2018年5月16日終止營運，簡體中文版由中國bilibili代理2021年4月8日終止營運，日语版和韩语版也已经终止运营。日文簡稱。

## 概要
《妃十三學園 Alternative Girls》由CyberAgent開發，是第一個同時搭載AR與VR模組的新型角色扮演手游。
故事是發生在自然資源豐富的沿海城市月森町的「妃十三學園」。
妃十三學園是一群被稱作「Alterna（オルタナ）」的少女們上學的地方，而少女們背負著與「夜獸（ナイトビースト）」戰鬥的宿命。玩家被任命為隊長，並受妃十三學園理事長委託調查被稱為「吸血鬼事件」的學生誘拐殺人事件。

## 登場的角色

### 妃十三學園

#### 奧爾塔娜
奧爾塔娜（Alterna）
Freesia Dog
由Alterna所組成部隊中的第一部隊，在戰鬥覺醒中會長出狗的耳朵與尾巴。
悠木美彌花（聲：竹達彩奈）
生日：5月20日、身高：157cm、體重：44kg、血型：O型、三圍：81-57-82、使用武器：劍。
Freesia Dog 的隊長。是個開朗有精神的元氣少女。
雪城若菜是她的幼時玩伴，也是她最親密的朋友。
因為很喜歡北海道花魚，所以會跳一種名為「北海道花魚舞」的神奇的舞。
喜歡看少女漫畫，不過貌似更喜歡看恐怖系的。
個性很爽朗，然而有時候會顯現出對於Alterna力量的不安。
有村詩音（聲：茅野愛衣）
生日：12月3日、身高：163cm、體重：48kg、血型：A型、三圍：91-60-88、使用武器：矛。
擅長處理繁瑣的雜事，是個溫柔體貼的大姊姊。
對於身為隊長的玩家非常關心，不管是服裝不整，還是多小的事情都會指出來。
由於性格與專長的關係，常常寵壞其他的成員。
真野櫻子（聲：大久保瑠美）
生日：3月27日、身高：148cm、體重：40kg、血型：O型、三圍：77-55-80、使用武器：槌。
常常夢見自己當偶像的樣子，下定決心要成為日本第一的偶像。
是偶像研究部的部長，並且努力的在招募部員。
積極的個性是她最大的魅力之一。從來不會懷疑自己可愛的外表，也常常稱讚其他成員。
決勝台詞是。
橘直美（聲：大空直美）
生日：7月10日、身高：158cm、體重：43kg、血型：B型、三圍：79-56-74、使用武器：彎刀。
出身於大阪，說話有關西腔。
是一位性格很直率的氣氛製造者。
在轉入妃十三學園前是田徑部的，非常擅長短跑。
織宮結衣（聲：佳村遙）
生日：2月25日、身高：152cm、體重：41kg、血型：B型、三圍：80-56-81、使用武器：衛星型六方手裏劍。
是一位很神祕的少女，非常文靜，喜歡看書。討厭運動，說話的速度也很慢。
是妃十三學園的圖書委員。
與櫻子的關係很好。
天堂真知（聲：安濟知佳）
生日：10月13日、身高：166cm、體重：48kg、血型：AB型、三圍：84-59-87、使用武器：槍。
出身於古武術的名門，喜歡一個人行動。
喜歡可愛的東西，討厭恐怖的東西。
事實上是傲嬌屬性，隨著時間的推移才漸漸地對隊長與其他成員敞開心房。
在學校裡是茶道部的部長，在武術方面也非常地擅長。
Iris Cat
由Alterna所組成部隊中的第二部隊，在戰鬥覺醒中會長出貓的耳朵與尾巴。
朝比奈乃乃（聲：伊藤美來）
生日：4月18日、身高：159cm、體重：46kg、血型：A型、三圍：83-58-85、使用武器：劍。
Iris Cat的領導人。
會不定期地辦茶會(甚至一星期內舉辦超過十次)。
數學苦手。
水島愛梨（聲：遠藤祐里香→和氣杏未）
生日：8月5日、身高：157cm、體重：45kg、血型：O型、三圍：82-57-86、使用武器：矛。
金髮側馬尾的辣妹系時尚少女。
擅長足球和書道。
廣瀨小春（聲：橋本千波）
生日：11月7日、身高：156cm、體重：54kg、血型：O型、三圍：88-64-89、使用武器：槌。
悠然自得的療癒系少女，最喜歡吃奶油泡芙。
很難待在寬廣的地方和人多的地方，喜歡窩在狹小的地方。
柊紡木（聲：上坂堇）
生日：1月23日、身高：145cm、體重：37kg、血型：A型、三圍：70-54-69、使用武器：彎刀。
語氣、動作都像貓的少女。
稱呼隊長為「哥哥」。
喜歡曬太陽。
西園寺玲（聲：木戶衣吹）
生日：6月19日、身高：151cm、體重：42kg、血型：B型、三圍：85-57-83、使用武器：衛星型六方手裏劍。
西園寺家的千金。
雖然才色兼備但是自豪高貴。
討厭被別人說是小孩子。
希爾維亞·里希特（聲：淵上舞）
生日：9月15日、身高：160cm、體重：47kg、血型：A型、三圍：84-57-88、使用武器：槍。
來自德國的留學生。
個性冷靜有點倔強的少女。
Clover Rabbit
由Alterna所組成部隊中的第三部隊，在戰鬥覺醒中會長出兔子的耳朵與尾巴。
吉良小百合（聲：本渡楓）
生日：3月4日、身高：160cm、體重：46kg、血型：O型、三圍：87-57-84、使用武器：劍。
妃13學院的學生會長，同時也是Clover Rabbit的隊長不只愛著歷史，更不缺少地欣賞著大河劇雖然眉清目秀，但私服上的風格是毀滅性地，是個不服輸的傲嬌少女。
日版於2017年6月16日新增的角色，台版於2017年8月10日新增此角色。
我妻戀（聲：長妻樹里）
生日：7月25日、身高：161cm、體重：47kg、血型：B型、三圍：84-59-85、使用武器：矛。
來自北海道的少女。
稱呼隊長為「達令」。
日版於2017年2月16日新增的角色，台版於2017年5月12日新增。
桃井日奈（聲：花守由美里）
生日：11月16日、身高：149cm、體重：41kg、血型：O型、三圍：87-56-82、使用武器：槌。
個性有點迷糊的少女，用男性的“僕”自称。
日版於2017年2月16日新增的角色，台版於2017年5月12日新增。
鬼束千穗（聲：高野麻里佳）
生日：8月24日、身高：155cm、體重：44kg、血型：B型、三圍：80-56-80、使用武器：彎刀。
未幸的妹妹。對於，用毫無慈悲的言語欺負隊長，感到愉快。是個既冷靜又抖s的女孩。
日版於2017年4月14日新增的角色，台版於2017年6月9日新增。
臼井未幸（聲：長繩麻理亞）
生日：12月15日、身高：163cm、體重：43kg、血型：A型、三圍：75-53-79、使用武器：衛星型六方手裏劍。
千穗的姐姐。被虐待、欺負就會興奮的性格。因為虛弱體質的關係，曾有好幾次瀕死的經驗，也因為這樣不論發生什麼都會抱持樂觀的想法來面對事情。
日版於2017年4月14日新增的角色，台版於2017年6月9日新增。
中田娜塔莉（聲：青木瑠璃子）
生日：4月26日、身高：156cm、體重：48kg、血型：A型、三圍：85-58-88、使用武器：槍。
是與英國人的混血兒，殘念系的neet美人。只要是能懶惰，即使是自己才能做到的事，也會意圖不想做。但只要對於宅相關的興趣，就會無止境地注入熱情
日版於2017年6月16日新增的角色，台版於2017年8月10日新增此角色。

#### 未屬於任何隊伍
雪城若菜（聲：小清水亞美）
生日：5月19日、身高：169cm、體重：49kg。使用武器:劍
故事初是Alterna候補生。在14章-14話覺醒。
是美彌花的兒時玩伴。
日版於2018年3月14日登場
限制:轉蛋雖然被實裝了，但不看完14章-14話的話，若菜的
卡面劇情不能看
親密度劇情不能看
鬧鐘設定不能
VR大廳2不能看
一部分聲音再生不能

#### 其他角色
梅洛（Melo，聲：悠木碧）
妃十三護（聲：伊藤榮次）
妃十三學園的理事長
雫（聲：無）
妃十三學園的秘書
安藤瑠璃子（聲：鈴木繪理）
Lilo（聲：藤田茜）
ダリア先生
生日:???、身高：125cm、體重：???、使用武器：雙槍
隊長委員會派來，充滿謎團的試驗官。 給予オルタナ們試煉，為判定合格與不合格而來。
角色為敵方角色

### 夜獸、夜人
蓓露露（聲：大野柚布子）
梅亞（聲：立花理香）
阿迪列（聲：福原綾香）

### 合作角色
愛蜜莉雅（聲：高橋李依）
與Re從零開始的異世界生活合作角色
抽到合作4星可以在大廳作切換，限定睡衣也有
愛蜜莉雅可以利用home/AR照相機/攝影機 機能，但戰鬥等機能，不能使用。
雷姆（聲：水瀨祈）
與Re從零開始的異世界生活合作角色
抽到合作4星可以在大廳作切換
雷姆可以利用home/AR照相機/攝影機 機能，但戰鬥等機能，不能使用。
金色闇影（聲：福圓美里）
與出包王女合作角色
抽到合作4星可以在大廳作切換
金色闇影可以利用home/VR大廳/AR照相機/攝影機 機能，但戰鬥等機能，不能使用。
古手川唯（聲：名塚佳織）
與出包王女合作角色
抽到合作三星可以在大廳作切換
古手川唯可以利用home/AR照相機/攝影機 機能，但戰鬥等機能，不能使用。
茉茉·貝莉雅·戴比路克（聲：豐崎愛生）
與出包王女合作角色
抽到合作4星可以在大廳作切換
茉茉·貝莉雅·戴比路克可以利用home/VR大廳/AR照相機/攝影機 機能，但戰鬥等機能，不能使用。
惠惠（聲：高橋李依）
與為美好的世界獻上祝福2合作角色
抽到合作4星可以在大廳作切換
惠惠可以利用home/AR照相機/攝影機 機能，但戰鬥等機能，不能使用。
卡片回憶可用VR模式觀看
阿克婭（聲：雨宮天）
與為美好的世界獻上祝福2合作角色
抽到合作4星可以在大廳作切換
阿克婭可以利用home/AR照相機/攝影機 機能，但戰鬥等機能，不能使用。
卡片回憶可用VR模式觀看

## 主題曲

作詞、作曲、編曲：やしきん，主唱：朝比奈乃乃（伊藤美來）、柊紡木（上坂堇）、水島愛梨（遠藤祐里香）、廣瀨小春（橋本千波）、織宮結衣（佳村遙）

## 外部連結
- 妃十三學園 Alternative Girls 中文官方網站（页面存档备份，存于）（繁體中文）
- 妃十三學園 Alternative Girls 日文官方網站（页面存档备份，存于）（日語）
- 妃十三學園 Alternative Girls bilibili預約網站（页面存档备份，存于）（简体中文）